# يوم اليتيم (مصر)
يوم اليتيم هو يوم وطني في مصر، يحتفل به في أول جمعة من شهر أبريل منذ عام 2004. تأسس من قبل دار الأورمان، أكبر مؤسسة خيرية في مصر.